# Ponavljanje bogato leucinom
Ponavljanje bogato leucinom (LRR) je proteinski strukturni motiv koji formira strukturu α/β potkovice. On se sastoji od ponavljanja koja su 20–30 aminokiselina duga, i koja su obično bogata u hidrofobnoj aminokiselini leucinu. Tipično, svaka jedinica ponavljanja ima beta lanac-okret-alfa heliks strukturu. Domen formiran od mnogih takvih ponavljanja ima oblik potkovice sa unutrašnjom paralelnom beta ravni i spoljašnjim nizom heliksa. Jedno lice beta ravni i jedna strana niza heliksa su izloženi rastvaraču i stoga su bogati u hidrofilnim ostacima. Region između heliksa i ravni je proteinska hidrofobna osnova i čvrsto je sterično pakovana leucinskim ostacima.
Ponavljanja bogato leucinom često učestvuju u formiranju međuproteinskih interakcija.

## Literatura
- Tooze, John; Brändén, Carl-Ivar (1999). Introduction to Protein Structure (2nd изд.). New York: Garland  Publishing.
- Wei T, Gong J, Jamitzky F, Heckl WM, Stark RW, Roessle SC (2008). „LRRML: a conformational database and an XML description of leucine-rich repeats (LRRs)”. BMC Struct. Biol. 8 (1): 47. PMC 2645405 . PMID 18986514. doi:10.1186/1472-6807-8-47.

## Spoljašnje veze
- Ovaj artikal sadrži tekst iz javnog vlasništva Pfam i InterPro IPR012569
- Ovaj artikal sadrži tekst iz javnog vlasništva Pfam i InterPro IPR013210
- Ovaj artikal sadrži tekst iz javnog vlasništva Pfam i InterPro IPR000372
- Ovaj artikal sadrži tekst iz javnog vlasništva Pfam i InterPro IPR000483
- Ovaj artikal sadrži tekst iz javnog vlasništva Pfam i InterPro IPR004830
- Ovaj artikal sadrži tekst iz javnog vlasništva Pfam i InterPro IPR004830